# Léo Bourgault
Joseph Armand Léo Bourgault, né le 17 janvier 1903 ou 1904, suivant les sources, à Sturgeon Falls, en Ontario au Canada et mort le 14 juillet 1978, est un joueur professionnel canadien de hockey sur glace qui évoluait au poste de défenseur. Son nom est parfois orthographié « Bourgeault » par erreur.

## Statistiques
| Saison     | Équipe                                  | Ligue      |     | Saison régulière | Saison régulière | Saison régulière | Saison régulière | Saison régulière |   | Séries éliminatoires | Séries éliminatoires | Séries éliminatoires | Séries éliminatoires | Séries éliminatoires |
| Saison     | Équipe                                  | Ligue      | PJ  | B                | A                | Pts              | Pun              | PJ               | B | A                    | Pts                  | Pun                  |                      |                      |
| 1921-1922  | Trappers de North Bay                   | NOHA       | 4   | 4                | 1                | 5                |                  | 8                | 6 | 3                    | 9                    |                      |                      |                      |
| 1922-1923  | Trappers de North Bay                   | NOHA       |     |                  |                  |                  |                  |                  |   |                      |                      |                      |                      |                      |
| 1923-1924  | Royals de Guelph                        | OHA        |     |                  |                  |                  |                  |                  |   |                      |                      |                      |                      |                      |
| 1924-1925  | Sheiks de Saskatoon                     | WCHL       | 19  | 3                | 0                | 3                | 8                |                  |   |                      |                      |                      |                      |                      |
| 1925-1926  | Sheiks de Saskatoon                     | WHL        | 30  | 5                | 2                | 7                | 18               | 2                | 0 | 0                    | 0                    | 6                    |                      |                      |
| 1926-1927  | Saint-Patricks / Maple Leafs de Toronto | LNH        | 22  | 1                | 0                | 1                | 44               |                  |   |                      |                      |                      |                      |                      |
| 1926-1927  | Rangers de New York                     | LNH        | 20  | 1                | 1                | 2                | 28               | 2                | 0 | 0                    | 0                    | 4                    |                      |                      |
| 1927-1928  | Rangers de New York                     | LNH        | 37  | 7                | 0                | 7                | 72               | 9                | 0 | 0                    | 0                    | 8                    |                      |                      |
| 1928-1929  | Rangers de New York                     | LNH        | 44  | 2                | 3                | 5                | 59               | 6                | 0 | 0                    | 0                    | 0                    |                      |                      |
| 1929-1930  | Rangers de New York                     | LNH        | 44  | 7                | 6                | 13               | 54               | 3                | 1 | 1                    | 2                    | 6                    |                      |                      |
| 1930-1931  | Rangers de New York                     | LNH        | 10  | 0                | 1                | 1                | 12               |                  |   |                      |                      |                      |                      |                      |
| 1930-1931  | Sénateurs d'Ottawa                      | LNH        | 28  | 0                | 4                | 4                | 28               |                  |   |                      |                      |                      |                      |                      |
| 1931-1932  | Tigers du Bronx                         | Can-Am     | 40  | 10               | 9                | 19               | 89               | 2                | 0 | 0                    | 0                    | 4                    |                      |                      |
| 1932-1933  | Sénateurs d'Ottawa                      | LNH        | 35  | 1                | 1                | 2                | 18               |                  |   |                      |                      |                      |                      |                      |
| 1932-1933  | Canadiens de Montréal                   | LNH        | 15  | 1                | 1                | 2                | 9                | 2                | 0 | 0                    | 0                    | 0                    |                      |                      |
| 1933-1934  | Canadiens de Montréal                   | LNH        | 48  | 4                | 3                | 7                | 10               | 2                | 0 | 0                    | 0                    | 0                    |                      |                      |
| 1934-1935  | Canadiens de Montréal                   | LNH        | 4   | 0                | 0                | 0                | 0                |                  |   |                      |                      |                      |                      |                      |
| 1934-1935  | Castors de Québec                       | Can-Am     | 43  | 13               | 14               | 27               | 34               | 3                | 1 | 0                    | 1                    | 2                    |                      |                      |
| 1935-1936  | Indians de Springfield                  | Can-Am     | 2   | 1                | 0                | 1                | 0                | 2                | 0 | 2                    | 2                    | 0                    |                      |                      |
| Totaux LNH | Totaux LNH                              | Totaux LNH | 307 | 24               | 20               | 44               | 334              | 24               | 1 | 1                    | 2                    | 18                   |                      |                      |

## Trophée
- 1928 : Coupe Stanley

## Transactions
- Le 27 novembre 1924 : signe avec les Sheiks de Saskatoon ;
- Le 27 septembre 1926 : droits vendus aux St. Patricks de Toronto par les Sheiks de Saskatoon avec Corbett Denneny et Laurie Scott ;
- Le 27 janvier 1927 : droits vendus aux Rangers de New York par les St. Patricks de Toronto ;
- Le 7 décembre 1930 : droits vendus aux Sénateurs d'Ottawa par les Rangers de New York ;
- Le 15 février 1933 : prêté aux Canadiens de Montréal par les Sénateurs d'Ottawa avec Harold Starr en retour de Marty Burke ;
- Le 23 mars 1933 : échangé aux Canadiens de Montréal par les Sénateurs d'Ottawa avec Harold Starr en retour de Nick Wasnie.